# Bummer
Bummer ist ein vom US-amerikanischen Informatiker Jaron Lanier geprägtes Akronym, ausgeschrieben Behaviours of Users Modified, and Made into an Empire for Rent, auf Deutsch sinngemäß „Verhaltensweisen von Nutzern, die verändert und zu einem Imperium gemacht wurden, das jedermann mieten kann“. Der Begriff erschien erstmals 2018 in Laniers Buch „Ten Arguments For Deleting Your Social Media Accounts Right Now“ (auf Deutsch: Zehn Gründe, warum du deine Social Media Accounts sofort löschen musst). Das Akronym Bummer entspricht zudem dem im Englischen negativ connotierten Ausspruch Bummer! (s. u.), wobei der Ausspruch und das Akronym gewisse inhaltliche Übereinstimmungen haben.

## Bedeutung
Im Wesentlichen kritisiert Lanier dabei die Funktionsweise von sozialen Netzwerken wie z. B. Facebook oder Instagram, gemäß welchen die Nutzung zwar unentgeltlich, aber nicht umsonst ist. Die digitale Währung sei die Aufmerksamkeit der anderen Nutzer. Um diese zu erlangen, müssen die Nutzer selbst erhebliche Arbeit in ihre Beiträge setzen, die sie dann dem sozialen Netzwerk zur Verfügung stellen. Da die sozialen Netzwerke beständig auf neue Inhalte und Nutzer angewiesen sind, setzen sie nach Lanier Techniken ein, die bei den Nutzern ein Suchtverhalten entwickeln sollen und somit diese von den Plattformen abhängig machen, und damit – in der Gier nach Aufmerksamkeit der anderen – die sozialen Netzwerke mit neuem Inhalt bereichern, wobei diese mitunter erhebliche Zeit vom Nutzer kostenfrei für das soziale Netzwerk geleistet wird. Basierend auf diesen kostenfrei gelieferten Inhalten sowie den längeren Verweildauern im Netzwerk (auch „nur“ durch Lesen) steigt der Wert des Unternehmens hinter dem sozialen Netzwerk, kann es insbesondere mehr und teurere Werbung verkaufen und dadurch auf Kosten der Nutzer Gewinne erzielen, an denen der Nutzer nicht partizipiert, im Gegenteil: Sein Verhalten werde – nach Lanier – durch das soziale Netzwerk infolge totaler Überwachung des Nutzers und durch Einsatz von Algorithmen mit der Zeit derart verändert resp. umgeformt, dass der Nutzer mehr und mehr nach den Interessen des Unternehmens handle statt nach seinen eigenen Interessen. Am Ende würden die Unternehmen hinter den sozialen Netzwerken derart mächtig werden, dass sie immer neue soziale Netzwerke schüfen, die einen derart bedeutenden Teil der Gesellschaft würden, so dass sich auch Personen, die sozialen Netzwerken kritisch gegenüber stünden und/oder diese bewusst nicht nutzen wollten, aufgrund der Macht des Faktischen mehr oder weniger gezwungen, Teil zu werden der sozialen Netzwerke, was letztlich zu einer unkontrollierten Allmacht der sozialen Netzwerke führe.

### Das ABC des Bummer
Nach Lanier besteht ein Bummer-Verhalten in folgenden Verhaltensweisen:
- A - Attention acquisition (Aufmerksamkeitserwerb)
- B - Butting into everyone’s lives (Sich in jedermanns Leben einmischen)
- C - Cramming content down your throat (Inhalte in die Kehle stopfen)
- D - Directing behaviours in the sneakiest way possible (Verhaltensweisen auf die hinterhältigste Art und Weise lenken)
- E - Earning money from letting the worst people secretly screw with everyone else (Geld verdienen, indem man die schlimmsten Leute heimlich mit allen anderen verarschen lässt)
- F - Fake mobs and faker society (falsche Pöbel und verfälschte Gesellschaft)

## Verwendung
Die Interjektion (der Ausruf) „Bummer!“ hat lt. „Urban Dictionary“ im Amerikanischen die Bedeutung:
1. Ein Wort, das einen Unglücksfall für jemanden oder etwas beschreibt.
2. Eine Situation aus der nichts Wünschenswertes entstehen kann.
3. Eine Vereinbarung mit negativem Einfluss
4. Als Antwort auf eine Frage um klarzustellen, das einem der Fragende gleichgültig ist.